# Achim Mentzel

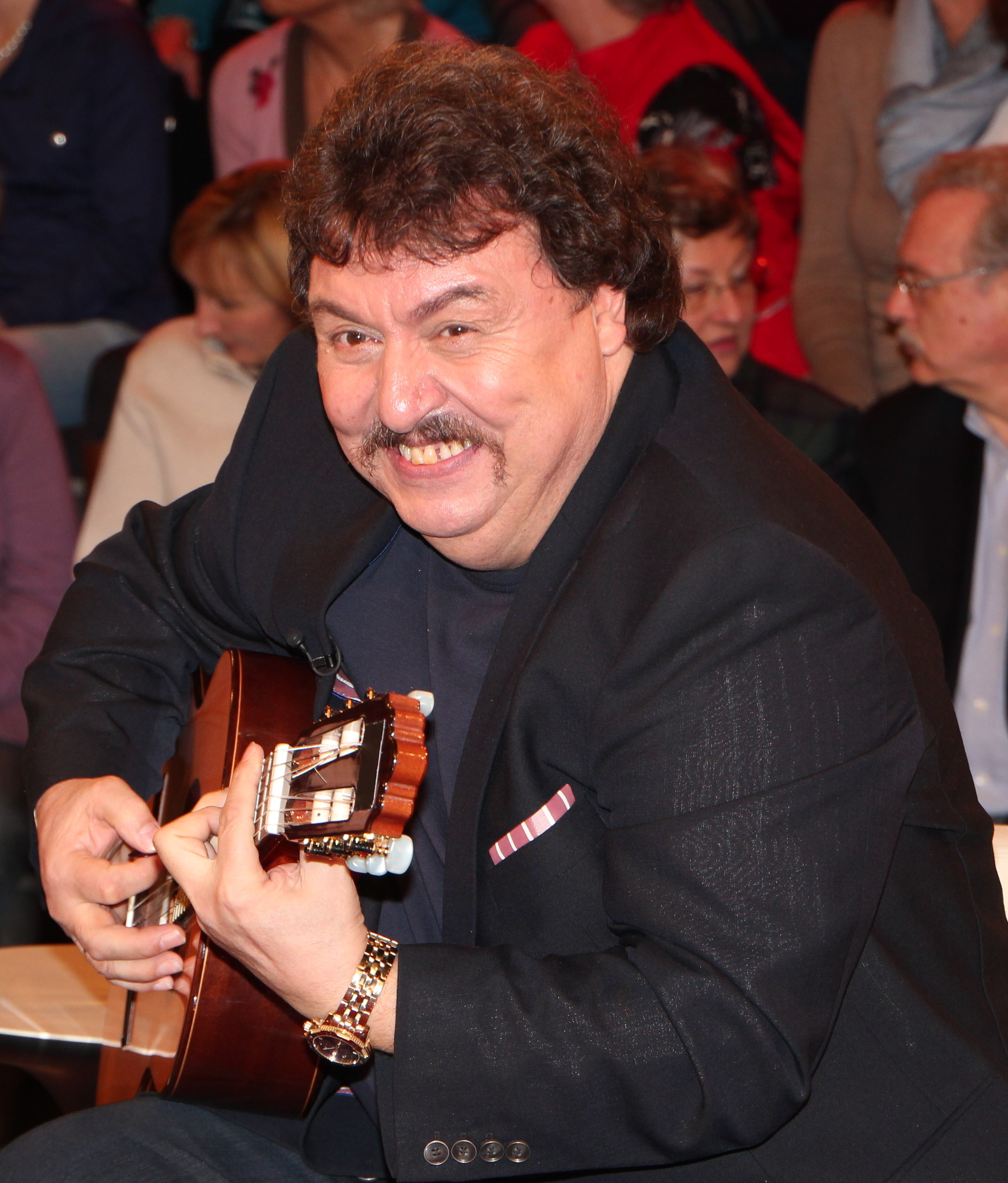
Achim Mentzel bei Markus Lanz 2011

Heinz-Joachim „Achim“ Mentzel (* 15. Juli 1946 in Berlin; † 4. Januar 2016 in Cottbus) war ein deutscher Musiker und Fernsehmoderator.

## Leben
Achim Mentzel war der Sohn einer aus dem Saarland stammenden Deutschen und eines französischen Besatzungssoldaten. Er wuchs im Ost-Berliner Bezirk Prenzlauer Berg auf und machte nach seiner Schulausbildung eine Lehre als Polsterer und Dekorateur. In seiner Jugend spielte er Fußball bei Vorwärts Berlin und schaffte es eigenen Angaben zufolge in die Berliner Juniorenauswahl.
Er gründete 1963 das Diana Show Quartett, das überwiegend westliche Beat-Titel spielte. 1965 erhielt die Band DDR-weites Auftrittsverbot; Mentzel wurde zur NVA eingezogen, wo er nach kurzer Zeit in eine Militärband aufgenommen wurde. Nach dem Ende seines Wehrdienstes arbeitete er wieder in seinem erlernten Beruf als Polsterer. Der Bandleader Manfred Lindenberg warb ihn schließlich für sein Manfred-Lindenberg-Sextett an und sorgte für die Aufhebung des noch immer gültigen Auftrittsverbots für Mentzel. Später kam er ins Alfons-Wonneberg-Orchester.
Am 1. Juni 1973 nutzte Mentzel einen Auftritt des Alfons-Wonneberg-Orchesters in West-Berlin spontan zur Flucht nach Westdeutschland. Er ließ sich im Saarland nieder, wo ein Cousin lebte, und verdiente seinen Lebensunterhalt tagsüber als Schweißer, nachts als Musiker in Kneipen. Nach wenigen Monaten kehrte er wieder in die DDR zurück. Wegen Republikflucht wurde er zu zehn Monaten Gefängnis verurteilt, die für zwei Jahre auf Bewährung ausgesetzt wurden. Nach seiner Rückkehr in die DDR spielte er wieder im Alfons-Wonneberg-Orchester, wechselte jedoch nach einem halben Jahr ins Tanz- und Schauorchester Rostock.
Ab 1975 spielte er zusammen mit Nina Hagen in Fritzens Dampferband und erzielte 1979 seine ersten Erfolge als Solist. So nahm er unter anderem die von Harry Jeske von den Puhdys komponierte Vereinshymne Stimmung in der Alten Försterei für den 1. FC Union Berlin auf, die 1985 auf einer Amiga-Quartett-Single veröffentlicht wurde. Im selben Jahr konnte er seine erste Solo-Langspielplatte Stimmung, Jux und Mentzel veröffentlichen. 1988 moderierte er eine Ausgabe der bekannten Samstagabendshow Ein Kessel Buntes im DDR-Fernsehen.
Von 1989 an moderierte er dort die Sendung Achims Hitparade, in der überwiegend volkstümliches Liedgut dargeboten wurde. Nach der Wende setzte er die Sendung beim MDR fort, bis sie Ende 2006 eingestellt wurde. Ab 1997 moderierte er die Castingshow Herzklopfen kostenlos.
Ab Mai 2007 moderierte er die Sendung Der Kahn der guten Laune, ebenfalls im MDR.
Achim Mentzel und diverse Interpreten in Achims Hitparade wurden in den 1990er Jahren regelmäßig von Oliver Kalkofe in dessen Sendung Kalkofes Mattscheibe persifliert. Mentzel war jedoch der erste Künstler, der Kalkofes Kritik mit Humor nahm und sich mit ähnlichen Aktionen – kleinen in seiner Show platzierten Angriffen gegen Kalkofe – freundschaftlich revanchierte. Unter anderem stand in der Dekoration seiner Sendung, während ein Kind ein Lied über Schule sang, eine Tafel mit dem in Kinderschrift verfassten Text „Kalki ist Doof!“. Das nötigte Oliver Kalkofe Respekt ab, daraus entwickelte sich später eine Zusammenarbeit. Im Laufe der Zeit trat Mentzel in diversen Specials von Kalkofes Mattscheibe auf und war seitdem mit Kalkofe auch privat befreundet. Im November 2011 gingen die beiden mit der Show Großes Gernsehen gemeinsam auf Tour durch die neuen Bundesländer. Außerdem stand Mentzel zusammen mit Kalkofe für eine Folge der Fernsehserie Chili TV vor der Kamera.
In den Spielfilmen Die Legende von Paul und Paula, Feuer unter Deck, Helden wie wir, Der Wixxer und Neues vom Wixxer hatte er jeweils einen kurzen Auftritt. Im Juni 2011 spielte er in einem viralen Video eines privaten Bahnanbieters sich selbst, wie er „an der Scheibe klebt und pennt“.
Vom 9. April 2010 bis zum 23. April 2010 nahm Mentzel an der Tanzshow Let’s Dance auf RTL teil. In der dritten Show wurde er mit seiner Tanzpartnerin Sarah Latton herausgewählt.
Im Juni und Juli 2012 übernahm er in Kein Pardon – Das Musical für einige Shows die Rolle des selbstverliebten Showmasters Heinz Wäscher. Im Oktober 2015 veröffentlichte die Psychobilly-Band Thee Flanders ein Video zum Coversong Enjoy The Silence, in dem Mentzel angelehnt ans Original von Depeche Mode als König mitspielt.

## Privates
Mentzel war viermal verheiratet. Er hatte acht Kinder, darunter vier aus früheren Beziehungen und einen Sohn mit seiner vierten Frau, mit der er seit 1980 verheiratet war und die drei Kinder mit in die Ehe gebracht hatte. Zuletzt lebte er im Cottbuser Stadtteil Gallinchen.

## Tod
Achim Mentzel starb am 4. Januar 2016 im Alter von 69 Jahren im Carl-Thiem-Klinikum Cottbus. Die Todesursache war ein Herzinfarkt. Die Obduktion ergab, dass er an einem nicht erkannten Herzfehler gelitten hatte. Sein Freund, der Trompeter Kurt Witt, verabschiedete ihn mit einer musikalischen Trauerfeier in Cottbus.

## Diskografie

### Alben
- 1985: Stimmung, Jux und Mentzel (LP)
- 1993: Hier fliegt heut die Kuh
- 1998: Alles Achim oder was Vol. 1
- 1999: Alles Achim oder was Vol. 2
- 1999: Der Mond von Wanne Eickel (mit seiner Begleitband „Die Rachenputzer“)
- 1999: Ich bin ein Berliner
- 2002: Mal ist man oben und dann unten
- 2004: Wir sind alle keine Engel
- 2004: Ich steh auf Grün
- 2010: Meine Lieblingsworte heißen Sahnetorte
- 2016: Unvergessene Erfolge (20 Hits inkl. 8 neue unveröffentlichte Titel)

### Kompilationen
- 1979: Schlagersterne 2/79 (AMIGA)
- 1990: Das Beste aus Achims Hitparade
- 1996: Achims Hitparade
- 1997: Das Beste aus Achims Hitparade 2
- 1998: Das Beste aus Achims Hitparade 3
- 2007: Achim Mentzel präsentiert „Die Stimmungshitparade der Volksmusik“

### Singles
- 1978: Außerdem macht es Spaß/Bleib doch mal stehn
- 1979: Liebling, schnall die Hose fest/Gott sei dank ist sie schlank
- 1981: Achim Mentzel (Amiga-Quartett)
- 1985: 1. FC Union (Amiga-Quartett)
- 1991: Wenn die Wirklichkeit so wäre (Sabine Bruhns & Achim Mentzel)
- 1991: Kuck mal wer da kommt (Sabine Bruhns & Achim Mentzel)
- 1994: Komm nach Cottbus zur Bundesgartenschau (BUGA-Song 95) (offizieller Song der Bundesgartenschau 1995 in Cottbus)
- 1997: Mensch, hab ich ein Schwein
- 1997: Rot sind die Rosen
- 1998: Im Arsenal ist Damenwahl
- 2001: Ich steh auf Grün
- 2002: Forever Rock ’n’ Roll (Achim Mentzel meets Wildecker Herzbuben)
- 2002: Stimmung in der Alten Försterei (Neuaufnahme)
- 2002: He Amanda
- 2002: In dieser Nacht
- 2003: Gott sei Dank ist sie schlank
- 2004: Wir sind alle keine Engel
- 2004: Hab keine Angst
- 2005: Im Cafe Venedig
- 2008: Hinter Deinem Schleier lockt ein Abenteuer (Fatimah)

## Filmografie
- 1999: Helden wie wir
- 2001: Das Amt (Fernsehserie, zwei Folgen)
- 2004: Chili TV (Fernsehserie)
- 2004: Der Wixxer
- 2007: Neues vom Wixxer (Gastauftritt)
- 2013: SOKO Leipzig (Fernsehserie, Folge 13x01)

## Ehrungen

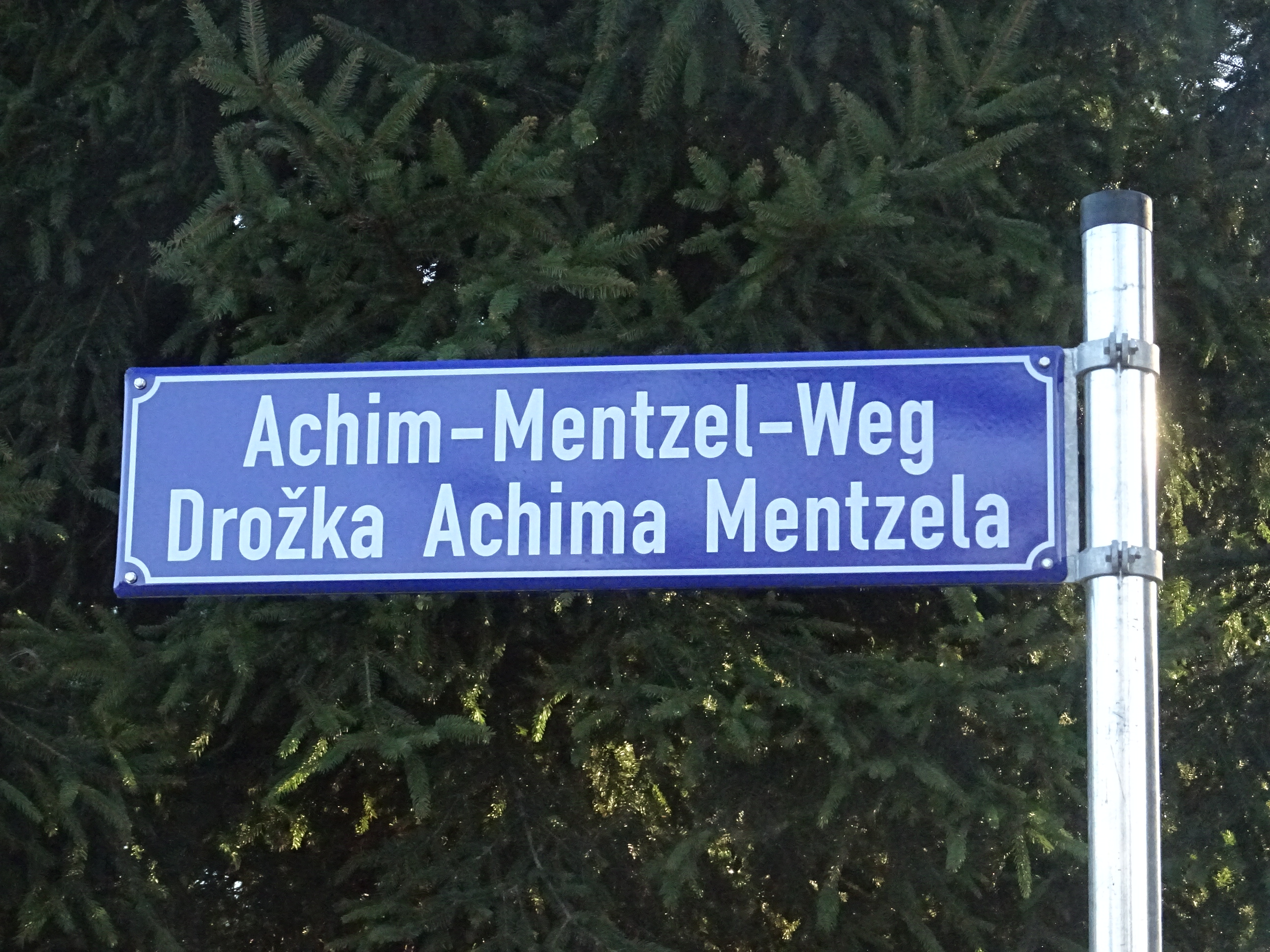
Straßenschild des Cottbuser Achim-Mentzel-Wegs in deutscher und niedersorbischer Sprache

Am 23. Oktober 2021 wurde im Cottbuser Ortsteil Gallinchen eine Straße nach ihm benannt.

## Publikationen
- Achim Mentzel: Alles Achim oder was? Leben zwischen Rock und Volksmusik. Autobiografie. Schwarzkopf & Schwarzkopf, Berlin 1999, ISBN 3-89602-301-2.
- Achim Mentzel: Küchenknüller: Achim Mentzels Lieblingsrezepte, herausgegeben vom Mitteldeutschen Rundfunk. Hampp, Stuttgart / Leipzig 2000, ISBN 3-930723-90-5.